# Sibirska ruta
Sibirska ruta (ruski: Сибирский тракт; Sibirsky trakt), poznata i kao Moskovska magistrala i Velika autocesta bila je povijesna ruta koja je povezivala europsku Rusiju sa Sibirom i Kinom.
Izgradnju ceste odredio je ruski car i bila je završena tek sredinom 19. stoljeća. Prije se sibirski prijevoz uglavnom odvijao sibirskim riječnim putovima. Prvi ruski doseljenici stigli su u Sibir putem rijeke Čerdin, a to je poslije zamijenjeno kopnenim putem Babinov krajem 1590-ih. Grad Verhoturje na Uralu bio je najistočnija točka Babinove ceste.
Mnogo duža sibirska ruta započela je u Moskvi kao Vladimirska magistrala i prolazila je kroz Murom, Kozmodemjansk, Kazanj, Perm, Kungur, Jekaterinburg, Tjumenj, Tobolsk, Taru, Kainsk, Tomsk, Jenisejsk i Irkutsk. Nakon prelaska jezera Bajkal, cesta se razdvojila u blizini Verhneudinska. Jedan krak nastavio je prema istoku do Nerčinska, dok je drugi otišao na jug do graničnog prijelaza Kjahta, gdje se povezao s kamp prikolicama deva koje su prelazile Mongoliju do vrata Velikog zida u Kalganu.
Početkom 19. stoljeća, ruta je premještena na jug. Iz Tjumena je put nastavila kroz Jalutorovsk, Ishim, Omsk, Tomsk, Ačinsk i Krasnojarsk prije nego što se pridružila starijoj ruti u Irkutsku. Ostala je vitalna arterija koja je povezivala Sibir s Moskvom i Europom sve do posljednjih desetljeća 19. stoljeća, kada su je zamijenile Transsibirska željeznica i Amurska kolska cesta. Automobilski ekvivalent je Transsibirska autocesta.